# Dirt (VTT)
Pour les articles homonymes, voir Dirt.
 (août 2021).
Si vous disposez d'ouvrages ou d'articles de référence ou si vous connaissez des sites web de qualité traitant du thème abordé ici, merci de compléter l'article en donnant les références utiles à sa vérifiabilité et en les liant à la section « Notes et références ».
Le dirt (contraction de « dirt jumping », ou « saut tout-terrain ») est un sport alliant le cyclisme et la voltige. Issue du vélo tout terrain (VTT) et du BMX, la pratique dirt consiste à exécuter des figures dans les airs, sur des bosses en terre ou des structures artificielles (comme une structure de skate park en plus grand). Les dirters (cyclistes dirt) exécutent des figures parfois spectaculaires telles que des backflip (retournement), ou des cancan superman. En compétition, les concurrents sont notés par un jury.

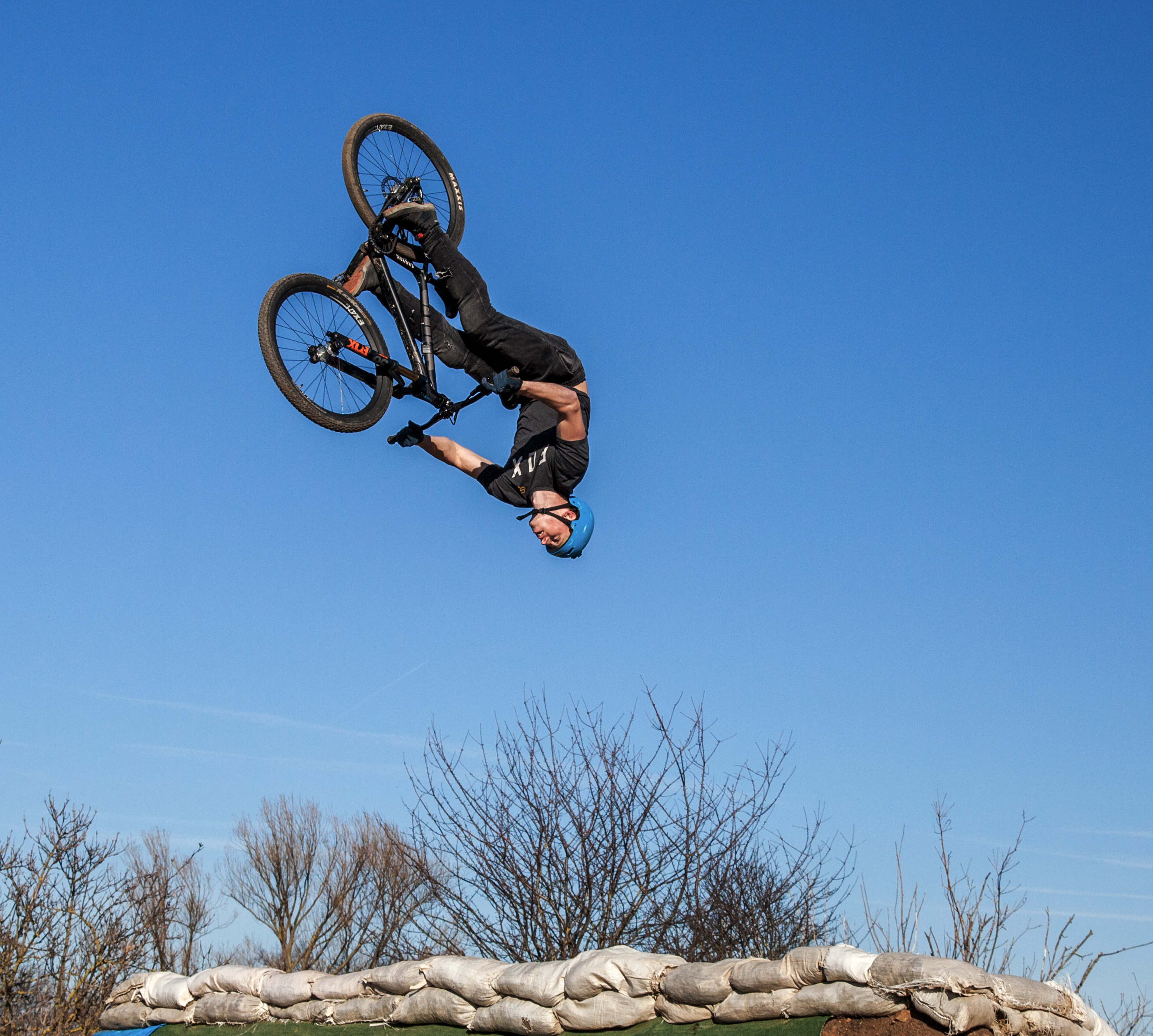
Dirt en Rhénanie-Palatinat. Février 2020.
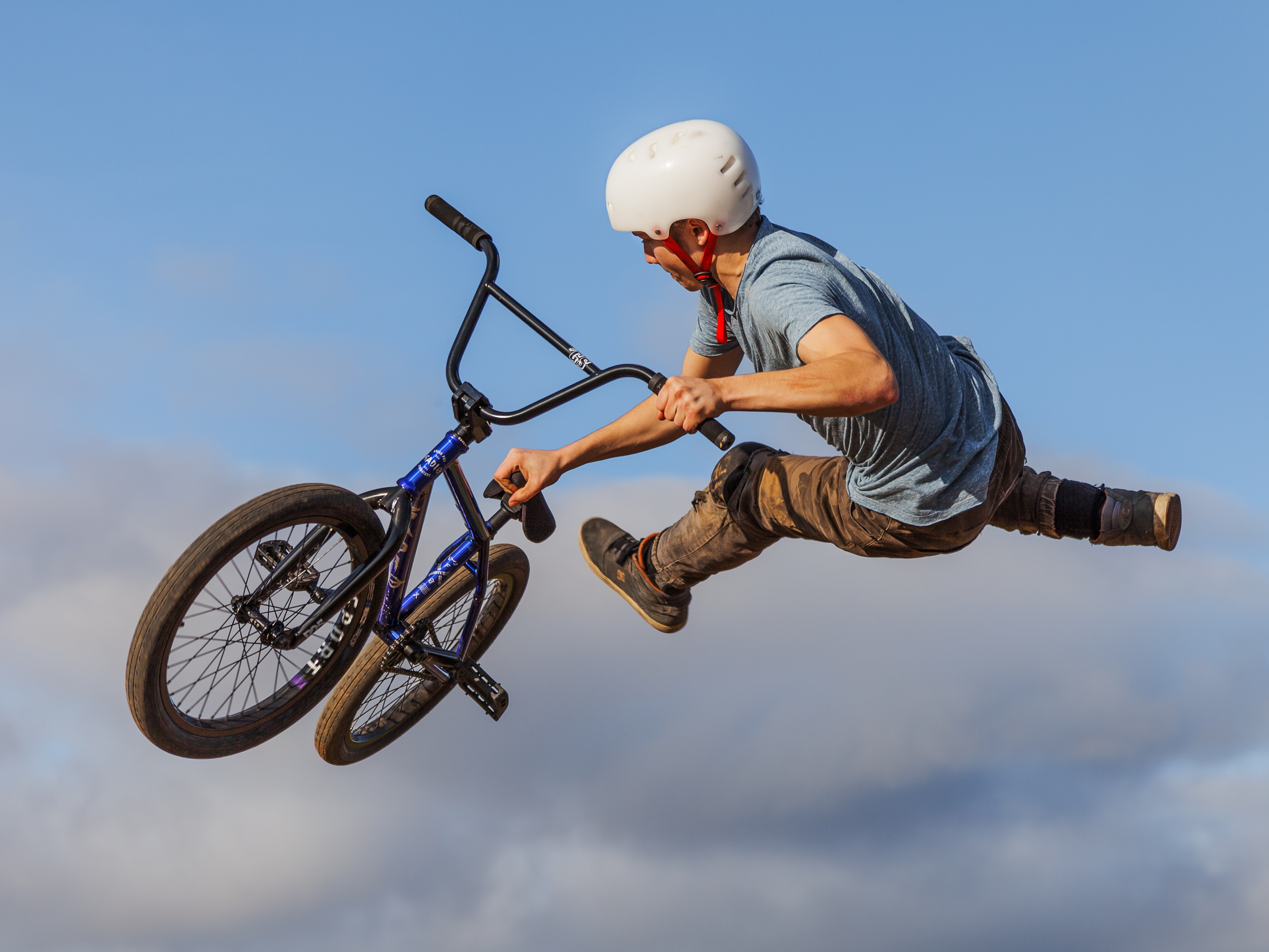
Un dirt jump dans l'arrondissement de la Route-du-Vin-du-Sud. Octobre 2020.
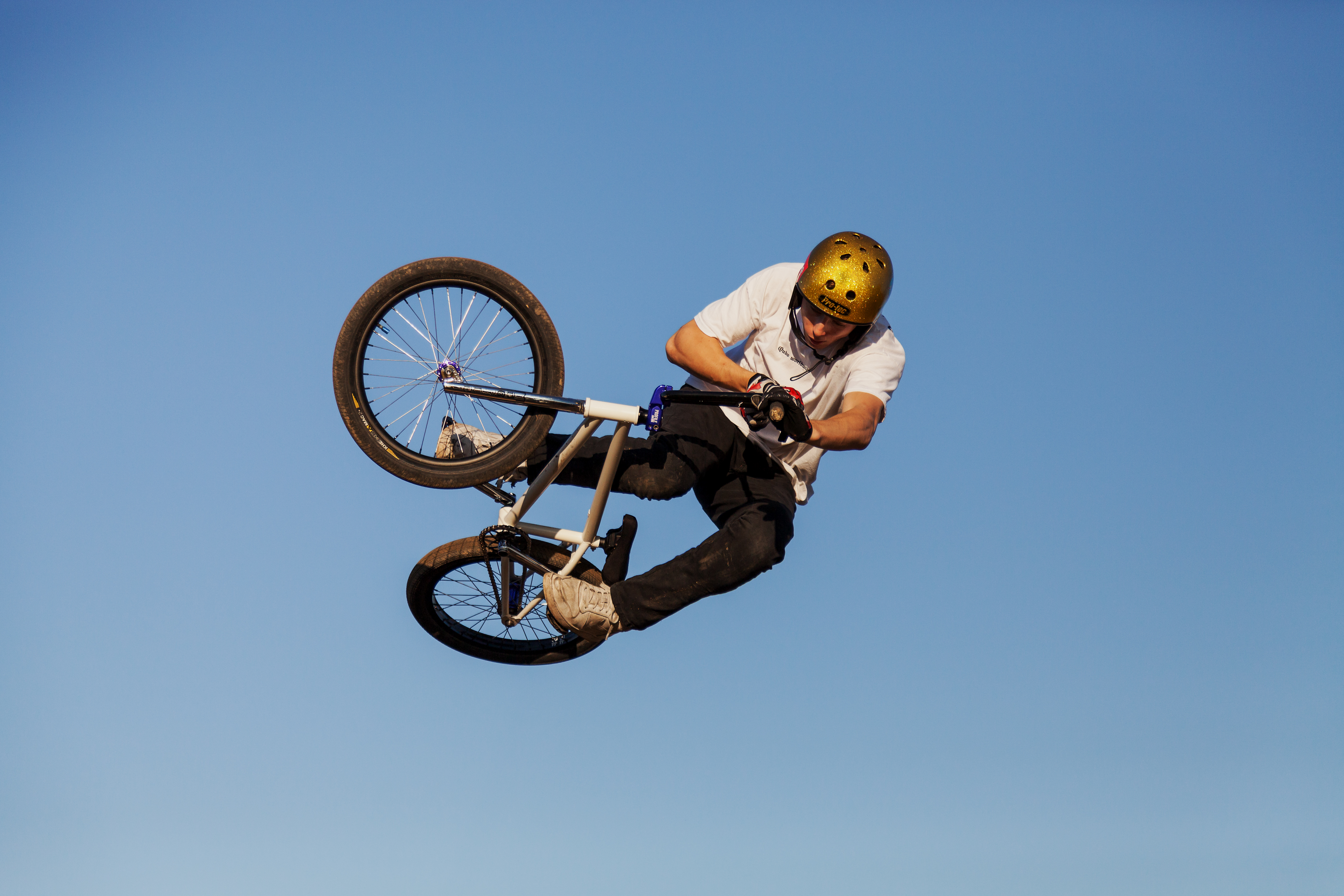
Autre dirt jump. Octobre 2020.

Les vélos de dirt sont généralement courts et suffisamment solides pour supporter des chocs. En comparaison, le vélo de BMX est plus petit, et donc plus facile à manipuler en l'air. Tout comme le VTT de descente, la pratique du dirt se développe notamment dans les stations de ski. Ailleurs, on trouve des terrains de dirt « sauvages », créés et entretenus dans l'illégalité par des passionnés.
En France, des structures se mettent en place comme à Cheptainville (Cheptain dirt camp), Acigné (la ferme), Cabrières-d'Avignon ou Villars (deux terrains permanents, siège de deux épreuves du Wall Ride Tour) ainsi qu'à Fréjus pour le Roc d'Azur chaque année en octobre. Il existe aussi la Roseraie à Toulouse ou est organisé le Slopestyle Champion's League.

## Les figures de dirt jumping (en l'air)
Il serait difficile de traduire en français les appellations des figures de dirt jumping, les cyclistes préférant adopter les appellations anglo-saxonnes - expliquées ci-dessous.

### Bunny up

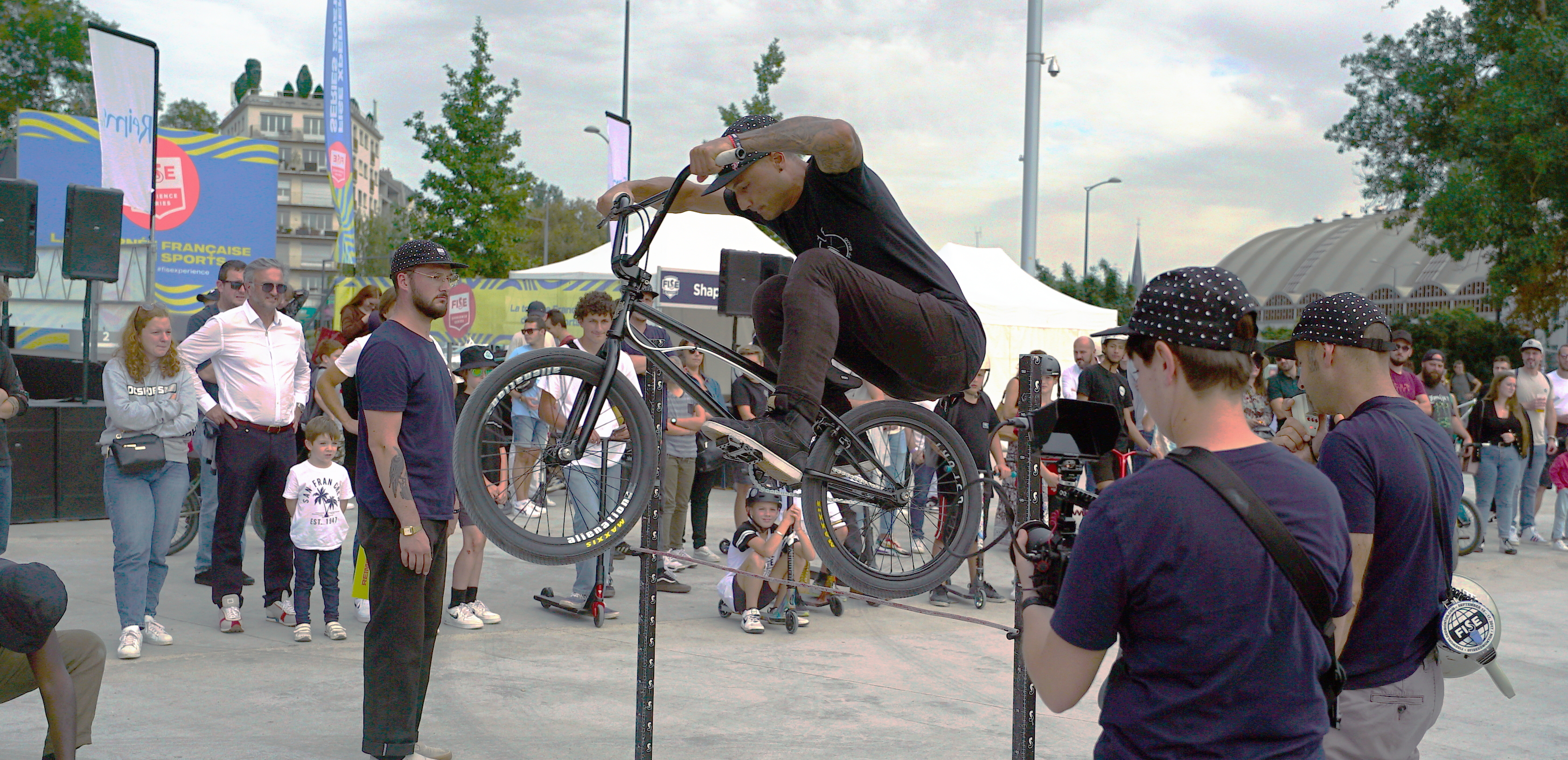
Saut de lapin.

Le bunny up est une technique de base. Littéralement traduit « saut de lapin », cela permet d'éviter des obstacles en sautant par-dessus. Il faut simplement lever l'avant du vélo puis gripper les pédales pour lever l'arrière. On peut gagner en puissance grâce à la fourche suspendue. Concrètement, la roue avant va décoller en premier, suivi de la roue arrière. Avec de l'entraînement, on peut réussir à sauter à plus d'un mètre de hauteur.

### Cross up
Il suffit de tourner le guidon jusqu'à faire un angle de 90°.

### X-up
C'est la suite logique du Cross up. Mais cette fois il faut faire 180°. Pour l'effectuer, il faut tendre les jambes de façon que le guidon puisse passer, le tourner à 180°, et le ramener à sa place. On peut aussi essayer de le passer en écartant suffisamment les jambes.

### Bar spin
On fait tourner le guidon sur 360°, avant de le rattraper.

### Bus
Le bus et une figure plus technique qu'impressionnante. Cela consiste à faire un bar spin mais en accompagnant le mouvement à l'aide de la main.

### One-foot
Littéralement « un seul pied ». Cela consiste à lever un pied de la pédale, le pousser sur le côté et de le reposer.

### No-foot
Littéralement « sans les pieds ». On retire les pieds des pédales, pour cela on écarte d'abord les pieds des pédales sur les côtés.

### Candybar
C'est un dérivé du one-foot. Dans les airs, il faut pousser un pied par-dessus le guidon, mais sans retirer les mains. 

### Double Candybar
Le même principe que le Candybar mais il faut pousser les deux pieds par-dessus le guidon.

### Nac-Nac
C'est une autre dérivé du one-foot. Dans les airs, il faut mettre un pied à l'opposé de celui-ci en le passant par-dessus le cadre.

### One-hand
Littéralement « une seule main ». Au lieu de lever un pied, il faut lever une main. La difficulté est d'avoir replacé la main sur le guidon avant d'atterrir.

### Condor
Cette figure est obtenue en tirant fortement sur le cintre dès qu'on quitte le sol. On place le vélo dans une position presque verticale, le guidon placé contre le ventre, au niveau des hanches, et la potence à l'entrejambe. Les jambes doivent tenir le vélo lorsque les mains sont dans les airs.

### No-hand
Littéralement « sans les mains ». On lâche les mains du cintre dès qu'on sort du saut, puis on rattrape le cintre. Avec les mains tendues vers l'arrière, la figure sera alors un « Suicide ».

### Kick out (Whip)
De « kick » (coup de pied) et « out » (vers l'extérieur). Aussitôt que la roue arrière quitte le saut, on fait tourner l'arrière du VTT vers la gauche ou la droite en utilisant les hanches et les jambes. On le ramène ensuite sous soi.

### Can-can
Il s'agit de passer une jambe par-dessus le cadre et de la replacer ensuite.

### No-foot Can-can
Comme un can-can, sauf qu'on envoie les deux pieds du même côté du VTT.

### 180

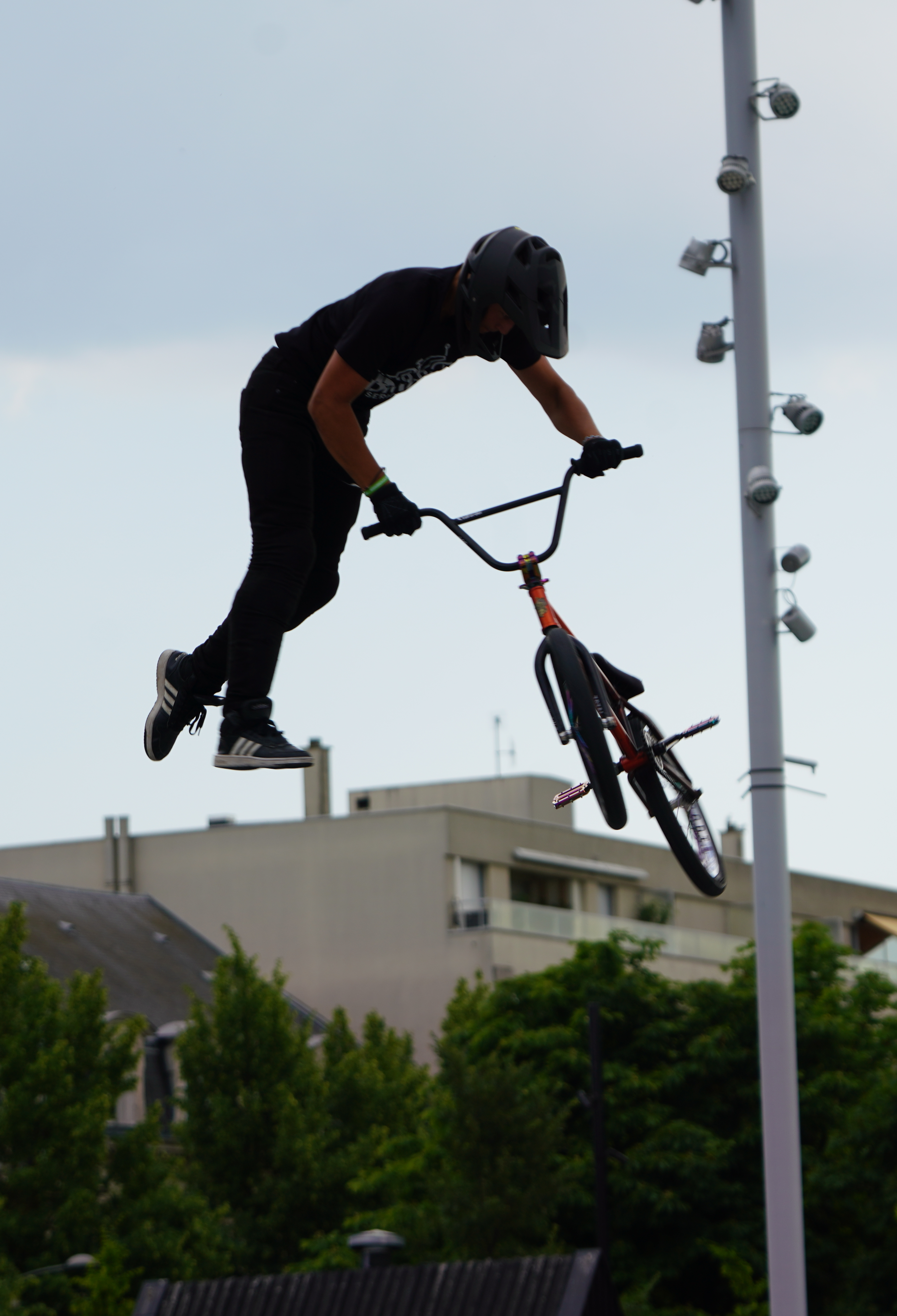
Faire tourner son vélo, une fois en l'air.

« 180 degrés » (demi-tour).

### 360
« 360 degrés » (tour complet). Même principe que le 180. Certain professionnels arrivent à exécuter un 1 080°, c'est-à-dire trois tours.

### Tailwhip

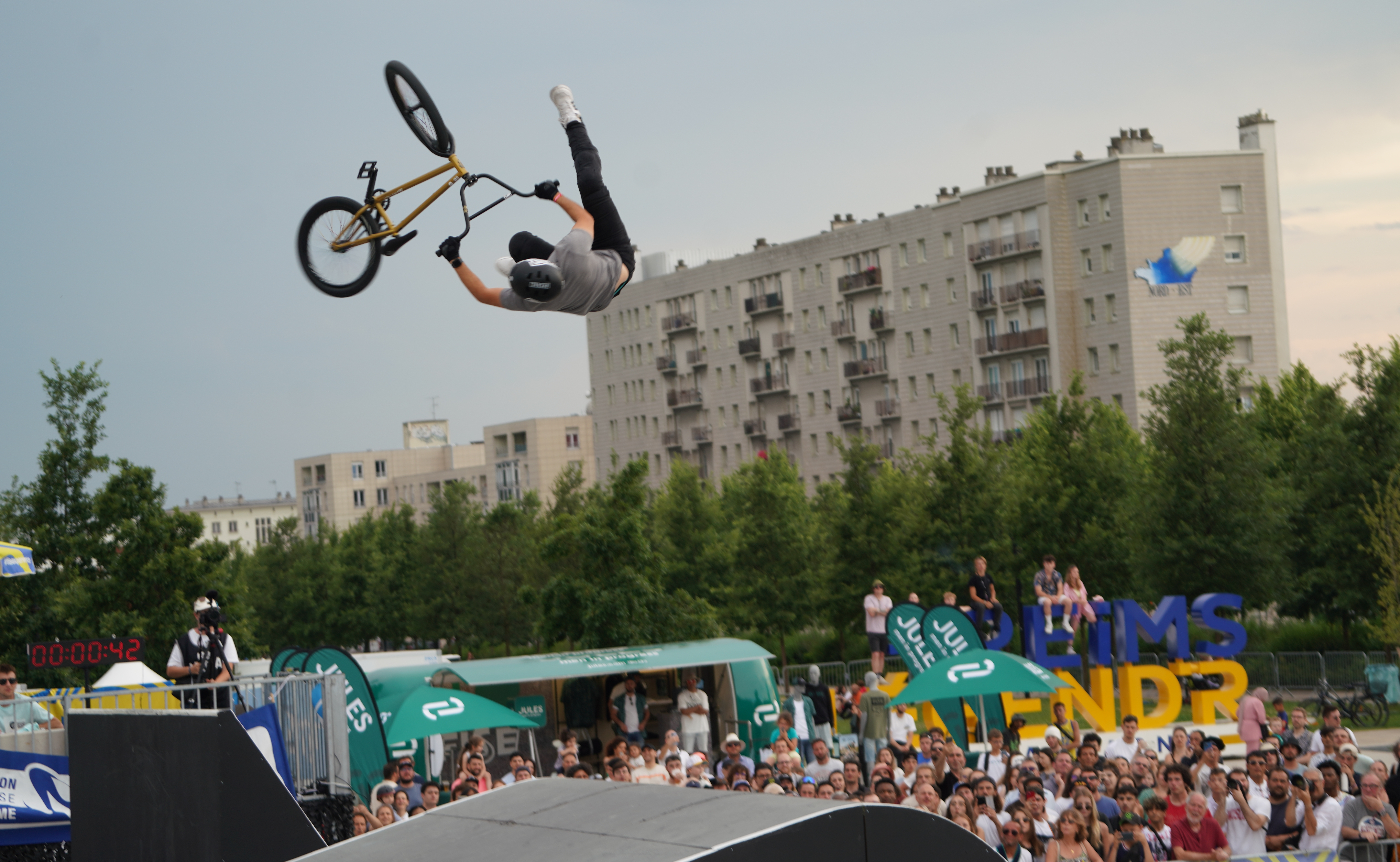
Tailwhip pendant un 360°.

Il s'agit de pousser le cadre tout en maintenant les mains au guidon et faire faire une rotation au vélo autour du pivot de la fourche. Pour ce faire, il faut placer le pied côté de la rotation (pied droit si rotation vers la droite) sur le pneu avant.
Le maximum de tailwhip exécutés par un rider est 5.

### Decade air
C'est comme un tailwhip, sauf que c'est le rider qui pivote au lieu du cadre.

### Cliffhanger
« Au bord de la falaise ». Une figure qui demande beaucoup de hauteur. On retire les pieds des pédales pour les poser sous le guidon. On lève les bras dans les airs, comme si on ne tenait que par les pieds.

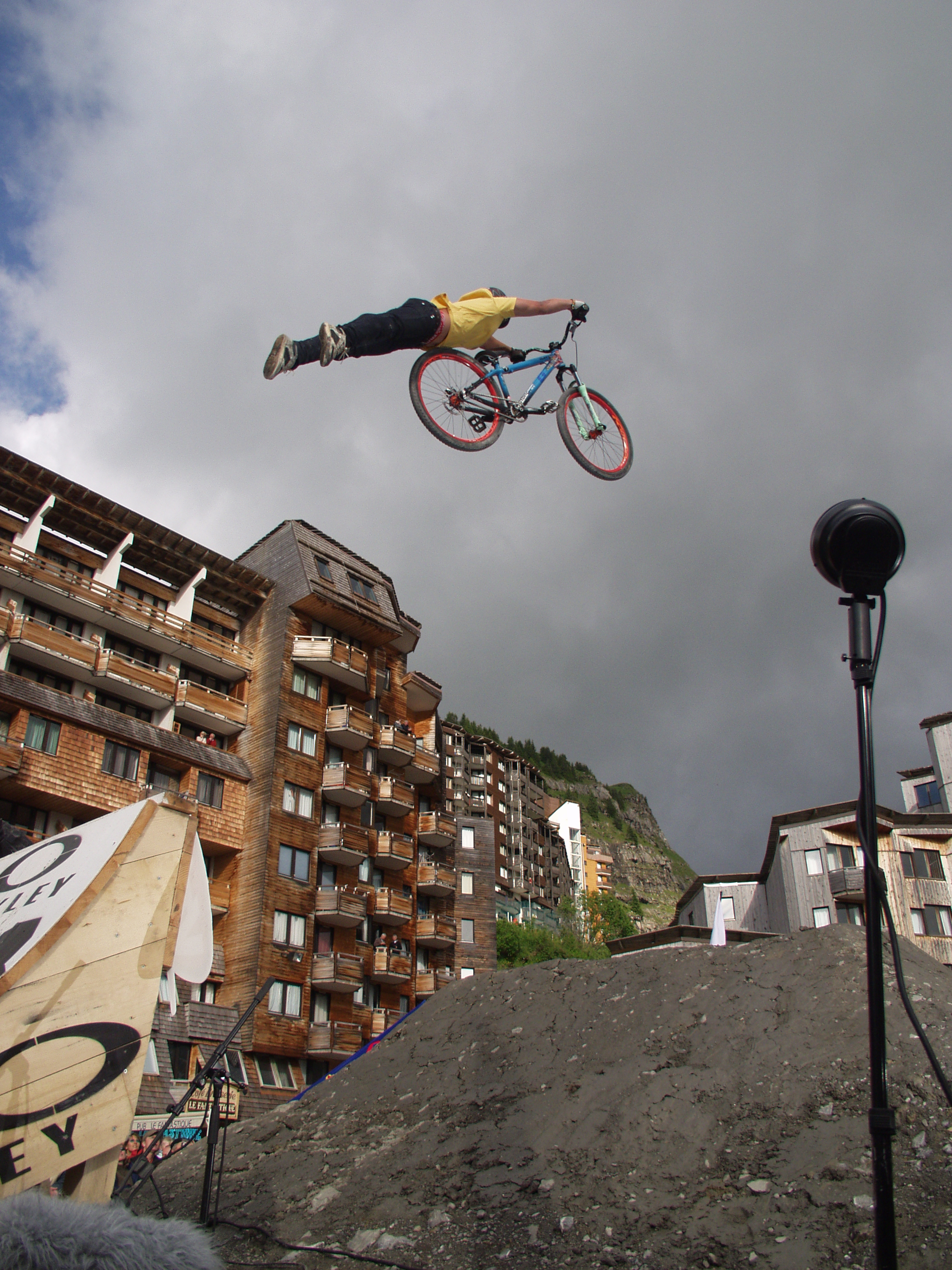
Superman

### Superman
Il s'agit de faire un no-foot et de tendre les jambes en arrière. Le corps doit se trouver à l'horizontale du vélo.

### Superman Seat-Grab
Une fois dans les airs, on enlève une des mains du guidon, on attrape la selle et on enlève les pieds des pédales, comme un superman. Tout doit être ramené en place avant l'atterrissage.

### Table top
On couche le vélo à l'horizontale en tenant le guidon et en poussant le vélo sur le côté avec les pieds.

### Backflip
Salto arrière : la tête en bas, on continue à tourner à 360° de rotation verticale. Le record de backflip est de quatre, réalisé pour la première fois par Jed Mildon.

### Front-flip
Salto avant. Même chose que le backfilp sauf que la rotation se fait vers l'avant et non vers l'arrière comme en backflip. Certains riders arrivent à en enchaîner deux voire trois.

### Nothing
Consiste à tout lâcher mains et pieds, puis rattraper le vélo.

### No-Hand Suicide
Comme le no-hand mais consiste à taper des mains derrière son dos.

### No-Foot Suicide
Comme le no-foot, mais consiste à taper des pieds.

### Cashroll
Consiste à faire un 360° dans un Front-flip.

### Cork
Consiste à faire un 360° dans un Backflip.

### Cork 720
Consiste à faire un 720° (double 360°) dans un Backflip.